# Biharkeresztes
Biharkeresztes è una città dell'Ungheria di 4.227 abitanti (dati 2001). È situata nella contea di Hajdú-Bihar.